# Булатово (Московская область)
Булатово — деревня в городском округе Подольск Московской области России. 
До 2015 года входила в состав сельского поселения Дубровицкое Подольского района.
Численность населения — 17 человек (2005).
Находится на берегу реки Пахра в 29 км по автодороге от МКАД. Ближайшие населённые пункты — посёлок Поливаново, деревни Кутьино, Луковня.
Расстояние до (по автодороге):
- центра городского округа (Подольск): 7 км
- административного центра сельского поселения (Дубровицы): 6 км
- ближайшей ж/д платформы (Кутузовская): 15 км